# Костров, Алексей Владимирович
Алексе́й Влади́мирович Костро́в (3 октября 1939 — 9 июля 2016) — советский и российский учёный в области вычислительной техники, профессор Владимирского государственного университета, заслуженный деятель науки Российской Федерации.

## Биография
Родился в селе Матвеево Парфеньевского района (ныне — Костромской области).
Окончил Матвеевскую среднюю школу (1957, с серебряной медалью) и машиностроительный факультет Пермского политехнического института по специальности «Гироскопические приборы и устройства» (1963). С 1963 по 1965 год — ассистент кафедры автоматики и телемеханики института. В 1968 году окончил аспирантуру кафедры 12 Ленинградского института авиационного приборостроения (ныне - ГУАП).
С 1968 по 1989 год работал в Пермском политехническом институте: ассистент, старший преподаватель, доцент на кафедрах автоматики и телемеханики, вычислительной техники и автоматического управления, автоматизированных систем управления, заведующий кафедрой автоматизированного электропривода (с 1980), первый декан (1977—1978) первого в СССР факультета общенаучных кафедр, директор хозрасчётного вычислительного центра (1983—1989).
С 1989 года преподавал во Владимирском государственном университете: заведующий кафедрой ВТиСАПР (с 1989), проректор по информатике и информационным технологиям. В 2002 году создал и возглавил кафедру информационных систем и информационного менеджмента (ИСИМ), заведовал ею до 2011 года. С 1994 года входил в состав Учебно-методического совета Минвуза по направлению «Информационные системы и технологии»; инициировал образование в университете докторского диссертационного совета Д212.025.01.

## Научная деятельность
В 1968 году защитил кандидатскую (в Ленинградском институте авиационного приборостроения (ныне - ГУАП); «Исследование гироскопической системы с астрокорректором при случайных воздействиях»), в 1987 — докторскую диссертацию. Профессор (1992).
Подготовил 21 доктора и 47 кандидатов наук. Автор первого в стране учебного пособия по основам информационного менеджмента для системы высшего образования.

### Избранные труды
- Статистическая оптимизация навигационных систем: Монография / С. С. Ривкин, Р. И. Ивановский, А. В. Костров. — Л.: Судостроение, 1976. — 256 с.
- Наблюдаемость и управляемость гироскопических устройств: Монография / А. В. Костров. — Л.: ЦНИИ «Румб», 1980. — 108 с.
- Схемотехника ЭВМ: Учеб. пособие / А. Ф. Барашев, В. И. Быков, А. В. Костров. — Владимир: ВПИ, 1992. — 128 с.
- Практическое пособие по работе в среде СУБД dBASE III plus. Для начинающего пользователя IBMPC: Учеб. пособие / М. А. Арефьева, А. Ф. Бочаров, А. В. Костров. — Владимир: ВПИ, 1993. — 88 с.
- Введение в информационный менеджмент: Учеб. пособие / А. В. Костров. — Владимир: ВлГТУ, 1996. — 132 с.
- Динамика мирового рынка средств информатизации: Учеб. пособие / А. В. Костров. — Владимир: ВлГТУ, 1998. — 136 с.
- Распределенные информационные системы. CASE-технологии реинжиниринга: Учеб. пособие / А. В. Костров, Д. В. Александров. — Владимир: ВлГУ, 2001. — 136 с.
- Основы информационного менеджмента: Учеб. пособие / А. В. Костров. — М.: Финансы и статистика, 2001, 2004. — 336 с.
  -  — 2-е изд., перераб. и доп. — М.: Финансы и статистика: ИНФРА-М, 2009. — 528 с.
- Научно-методологические основы обработки информационных параметров при автоматизированном контроле материалов в спектральном анализе на основе реальных образцов и виртуальных эталонов: Монография / Б. Ф. Никитенко, Н. С. Казаков, А. В. Костров, М. П. Алтынцев, А. В. Морозов. — Владимир: Яросвет, 2001. — 154 с.
- Основы автоматизации организационного проектирования: Монография / Д. В. Александров, А. В. Костров, С. А. Морев, Е. В. Шишкин; Под общей ред. А. В. Кострова. — Владимир: Демиург, 2003. — 111 с.
- Основы совершенствования системы управления машиностроительным предприятием: Монография / А. В. Костров, С. А. Морев. — Владимир: Демиург, 2003. — 288 с.
- Информационный менеджмент. Оценка эффективности информационной системы: Учеб. пособие / А. В. Костров, Д. А. Матвеев. — Владимир: ВлГУ, 2004. — 116 с.
- Уроки информационного менеджмента. Практикум: Учеб. пособие / А. В. Костров, Д. В. Александров. — М.: Финансы и статистика, 2005. — 304 с.
- Информационный менеджмент. Оперативное управление производством: Учеб. пособие / А. В. Костров, А. Н. Соколов, А. А. Фаткин. — Владимир: ВлГУ, 2005. — 110 с.
- Методы и модели информационного менеджмента: Учеб. пособие / Д. В. Александров, А. В. Костров, Р. И. Макаров, Е. Р. Хорошева; Под ред. А. В. Кострова. — М.: Финансы и статистика, 2007. — 336 с.
- Информационный менеджмент. Оценка уровня развития информационных систем: Монография / А. В. Костров. — Владимир: ВлГУ, 2012. — 125 с.

## Награды
- бронзовая медаль ВДНХ СССР
- знак «Почётный работник высшего профессионального образования»
- почётное звание «Заслуженный деятель науки Российской Федерации» (2006) — за большой вклад в подготовку специалистов по высоким технологиям и научно-практическую деятельность, выразившуюся в создании научной школы и развитии перспективных научных направлений[4].